# Chaunice Maduro
Chaunice Maduro (Willemstad, 4 mei 1977) is een Nederlands softballer.
Maduro, een rechtshandige werper en utility kwam uit in de hoofdklasse op de Nederlandse Antillen voor de vereniging Pichingolo Nissan waarmee zij diverse malen het Antilliaans Kampioenschap behaalde. Ook maakte ze jarenlang deel uit van het nationale damessoftbalteam van de Antillen. Maduro was tevens jeugdcoach softbal voor haar vereniging waarmee zij meedeed aan de Little League competitie in de Verenigde Staten. In 2001 kwam zij uit als werper voor het eerste damesteam van de Amsterdam Pirates. In 2011 was ze hoofdcoach van het eerste softbalpupillenteam van HCAW te Bussum. In 2012 keerde ze terug naar Curaçao.